# Matthäus Schilcher
Matthäus Schilcher (* 1947 in Schongau) ist ein deutscher Geoinformatiker, Geodät und emeritierter Universitätsprofessor.

## Leben
Nachdem er das Abitur absolviert hatte, studierte Schilcher von 1968 bis 1972 Vermessungswesen an der Universität Stuttgart. Anschließend war er dort bis 1979 Wissenschaftlicher Assistent am Institut für Photogrammetrie bei Friedrich Ackermann, wo er 1980 über „Empirisch-statistische Untersuchungen zur Genauigkeitsstruktur des photogrammetrischen Luftbildes“ zum Dr.-Ing. promovierte. Von 1979 bis 1994 arbeitete er bei Siemens im Bereich Datentechnik. 1994 wurde Schilcher als Extraordinarius für Geoinformationssysteme an die Technische Universität München berufen. Dieses Fachgebiet musste er jedoch zunächst aufbauen, anfangs in der Fakultät Bauingenieur- und Vermessungswesen und ab 2004 zusätzlich am Wissenschaftszentrum Weihenstephan. Er war von 2000 bis 2003 Prodekan und ab 2009 Mitglied des Hans Eisenmann-Zentrums für Agrarwissenschaften. Zum Oktober 2012 folgte Schilchers Emeritierung.
Im Jahr 2000 war Matthäus Schilcher Mitbegründer des Runder Tisch GIS e.V., dessen Vorstandsvorsitzender er von der Gründung bis Mai 2014 war.

## Forschungsgebiete
Forschungsgebiete Schilchers waren einerseits ausgewählte Anwendungen bei Behörden, im Energie- und Bauwesen sowie der Landwirtschaft, andrerseits Grundlagen der Standardisierung in der Geoinformatik, bei 3D-Stadtmodellen und mobilen GIS.

## Ehrungen
- 2015: Ehrenvorsitzender des Runder Tisch GIS e.V.[3]
- 1981: Preis der Freunde der Universität Stuttgart